# كريس كلارك (سياسي)
كريس كلارك (بالإنجليزية: Chris Clarke)‏ هو سياسي بريطاني، ولد في 24 مارس 1941، وتوفي في 15 ديسمبر 2009.